# Евдокия (фильм, 1961)
«Евдоки́я» — советская мелодрама 1961 года Татьяны Лиозновой по одноимённой повести Веры Пановой.

## Сюжет
Евдоким прошёл Гражданскую войну. Вернувшись, устроился на завод, где знакомится с отцом Евдокии. Под видом сыграть в шашки, Евдоким приходит к нему в гости, где и знакомится с Евдокией. Вскоре сыграли свадьбу. На окраине провинциального городка живут Евдоким и Евдокия. Вскоре появляется первая приёмная дочь, Наташа. Евдоким работает на заводе, Евдокия — домохозяйка. Потом появляется второй ребёнок, Андрей - Евдоким ловит его на улице при воровстве. Семья, казалось бы, благополучна и счастлива: беда лишь в том, что Евдокия не может забыть любовь своей юности, Ахмеда. Этого Евдоким стерпеть не может и предлагает Евдокии свободу, тогда как он останется с детьми. Но все эти противоречия тонут в обоюдной любви к детям и друг к другу. Всё налаживается, в семье восстанавливается совет да любовь, появляются новые приёмные дети (Павел и Катя). Андрей работает на заводе, но затем вся молодёжь уезжает из города. Уехали и Андрей с Натальей. Павел вырос и уехал в Ленинград, Катя работает на заводе телефонисткой. Всё это на фоне советской предвоенной жизни, показанной слегка романтично, но, в общем, корректно. Потом начинается война. Перед самой войной у Евдокии с Евдокимом появляется ещё один ребёнок - Александр - которого оставляет на пороге в мороз его настоящая мать. И Павел и Катя уезжают воевать, но Павла убивают на войне. Катя же возвращается после её окончания. У Натальи уже своя семья, дети. Все приезжают к родителям и радуются возвращению Кати. Она начинает работать партийным работником, ездить по городам. В одном из городов встречает своего будущего мужа, который оказывается тоже партийным работником, и однажды приезжает с ним на новоселье к родителям, где уже собрались все их дети с семьями.

## В ролях
| Актёр              | Роль                                   |
| ------------------ | -------------------------------------- |
| Людмила Хитяева    | Евдокия Чернышёва                      |
| Николай Лебедев    | Евдоким Чернышёв                       |
| Алевтина Румянцева | Наталья                                |
| Люба Басова        | Наташа в детстве, а также дочь Натальи |
| Ольга Наровчатова  | Наташа в юности                        |
| Юра Ахмадулин      | Андрей в детстве                       |
| Евгений Ануфриев   | Андрей                                 |
| Александр Барсов   | Павел в детстве                        |
| Владимир Ивашов    | Павел Чернышёв                         |
| Лена Павленко      | Катя в детстве                         |
| Наталья Защипина   | Катя                                   |
| Миша Дьяков        | Саша в детстве                         |
| Саша Галченков     | Саша                                   |
| Вера Алтайская     | Анна Шкапидар                          |
| Елена Максимова    | Марьюшка                               |
| Валентин Зубков    | Порохин                                |
| Иван Рыжов         | Иван Егорович Шестёркин                |
| Пётр Константинов  | Авдеев                                 |
| Анатолий Дудоров   | судья                                  |

## Съёмочная группа
- Режиссёр — Татьяна Лиознова
- Сценарист — Вера Панова
- Операторы — Пётр Катаев и Жозеф Мартов
- Композитор — Леонид Афанасьев
- Художники — Александр Вагичев и Борис Дуленков